# Marieke Vervoort
Marieke Vervoort (Diest, 10 maggio 1979 – Diest, 22 ottobre 2019) è stata un'atleta paralimpica belga.

## Biografia
Due volte campionessa del mondo di paratriathlon, si dedicò all'atletica leggera in seguito ad un peggioramento delle sue condizioni dovuto alla malattia degenerativa di cui soffriva, la sindrome dolorosa regionale complessa.
Partecipò alle Paralimpiadi di Londra 2012, vincendo una medaglia d'argento nei 200 metri categoria T52, dove stabilì anche un record europeo, e una medaglia d'oro nei 100 metri categoria T52.
Nel 2015, ai Campionati del mondo di atletica leggera paralimpica di Doha, si aggiudicò la medaglia d'oro nella sua categoria per 100 metri, 200 metri e 400 metri.
Nel 2016 partecipò alle Paralimpiadi di Rio de Janeiro, vincendo la medaglia d'oro per i 400 metri e quella di bronzo per i 100 metri.
Ha optato per l'eutanasia nel 2019, all'età di 40 anni, a fronte dell'aggravarsi delle sue condizioni di salute. Era dichiaratamente lesbica.
Nel 2022 la sua amica Pola Rapaport ha realizzato il documentario Addicted to life presentato al Biopic Fest di Roma nel 2023.